# Neoitamus tumulus
Neoitamus tumulus är en tvåvingeart som beskrevs av Tomasovic 1999. Neoitamus tumulus ingår i släktet Neoitamus och familjen rovflugor.
Artens utbredningsområde är Grekland. Inga underarter finns listade i Catalogue of Life.